# Икаст-Бранне (коммуна)
Икаст-Бранне (дат. Ikast-Brande Kommune) — датская коммуна в составе области Центральная Ютландия. Площадь — 736,41 км², что составляет 1,71 % от площади Дании без Гренландии и Фарерских островов. Численность населения на 1 января 2008 года — 39893 чел. (мужчины — 20269, женщины — 19624; иностранные граждане — 1800).
В состав коммуны входят Икаст (Ikast), Бранне (Brande).

## История
Коммуна была образована в 2007 году из следующих коммун:
- Нёрре-Снеде (Nørre-Snede)
- Бранне (Brande)
- Икаст (Ikast)

## Изображения

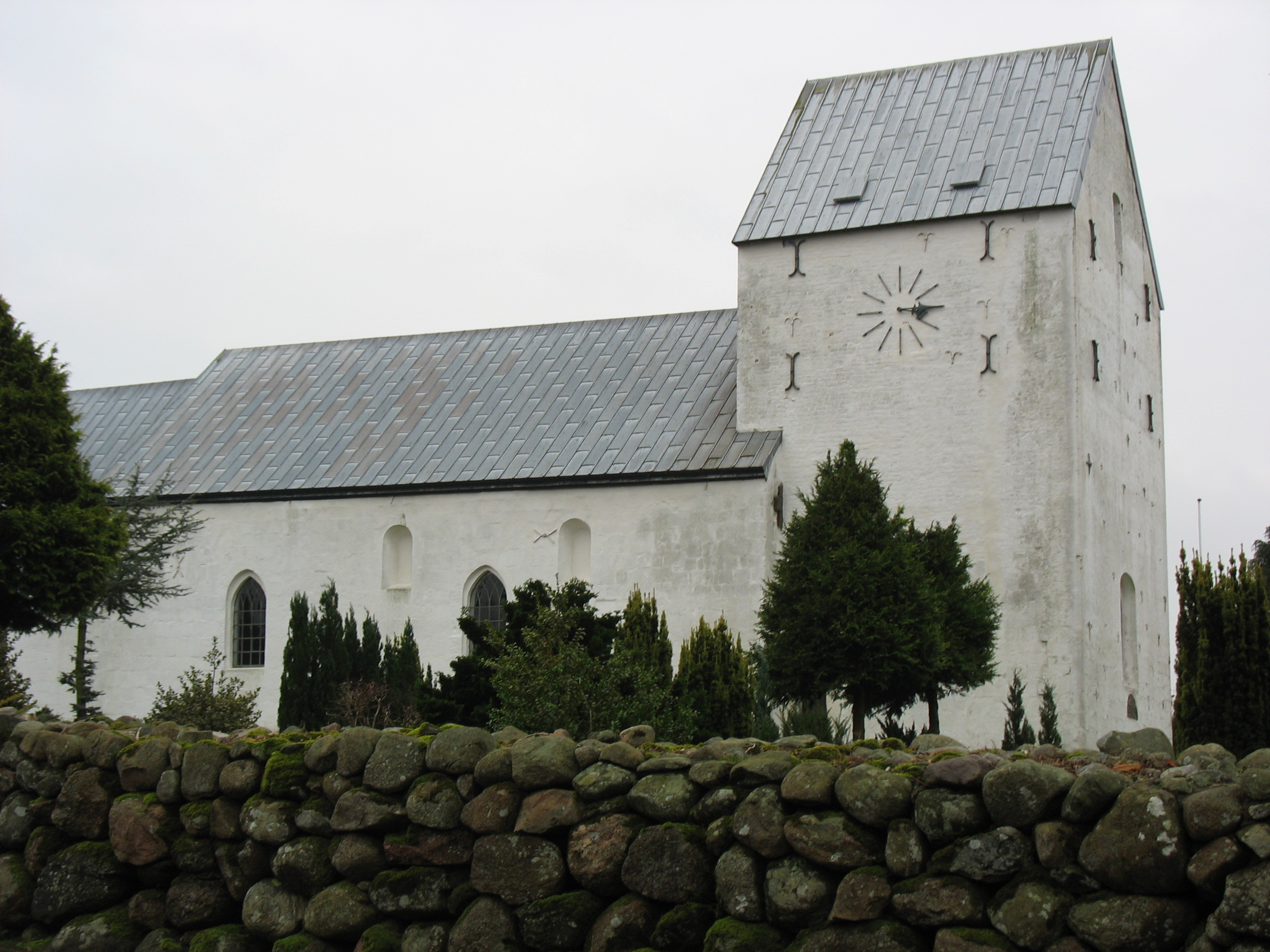

## Железнодорожные станции
- Бординг (Bording)
- Бранне (Brande)
- Энгесванг (Engesvang)
- Икаст (Ikast)